# Eleição municipal de Juazeiro em 2020
A eleição municipal de Juazeiro em 2020 ocorreu no dia 15 de novembro (turno único), com o objetivo de eleger um prefeito, um vice-prefeito e os vereadores, que serão responsáveis pela administração da cidade. Suzana Ramos do ( PSDB ) foi eleita com 55,68% dos votos, após derrotar o candidato Paulo Bonfim do ( PT ). 

## Candidatos
|    | Candidato(a) ao cargo de prefeito | Candidato(a) ao cargo de prefeito | Candidato(a) ao cargo de vice-prefeito | Candidato(a) ao cargo de vice-prefeito | Coligaçao                                                                                                 |
| -- | --------------------------------- | --------------------------------- | -------------------------------------- | -------------------------------------- | --- |
| 13 | Paulo Bomfim                      | PT                                | Charles Leão                           | PP                                     | “Pra Juazeiro seguir em frente” - Podemos - PSB - PP - PT - DC - PSD - PC do B - MDB                      |
| 25 | Coronel Anselmo Bispo             | DEM                               | Targino Gondim                         | Cidadania                              | “Juazeiro Daqui Pra Frente” - Cidadania - DEM - PSL - PSC - PL                                            |
| 10 | Raffani Souza                     | Republicanos                      | Patrícia Vilela                        | Republicanos                           | Sem coligação                                                                                             |
| 70 | Capitão Moreira                   | Avante                            | Erry Justo                             | Avante                                 | Sem coligação                                                                                             |
| 50 | Breno                             | PSOL                              | Antônio Carlos                         | PSOL                                   | Sem coligação                                                                                             |
| 45 | Suzana Ramos                      | PSDB                              | Leonardo Bandeira                      | Solidariedade                          | “União por amor a Juazeiro” - PSDB - PDT - PTB - Patriota - PROS - Solidariedade - Rede - PTC - PRTB - PV |

## Resultados da eleição

### Prefeitos
| Candidato                    | Candidato Vice                    | 1º Turno 15 de novembro de 2020 | 1º Turno 15 de novembro de 2020 |
| Candidato                    | Candidato Vice                    | Votação                         | Votação                         |
| Candidato                    | Candidato Vice                    | Total                           | Porcentagem                     |
| ---------------------------- | --------------------------------- | ------------------------------- | ------------------------------- |
| Suzana Ramos (PSDB)          | Leonardo Bandeira (Solidariedade) | 64.229                          | 55,68%                          |
| Paulo Bomfim (PT)            | Charles Leão (PP)                 | 33.553                          | 29,09%                          |
| Coronel Anselmo Bispo (DEM)  | Targino Gondim (Cidadania)        | 12.006                          | 10,41%                          |
| Raffani Souza (Republicanos) | Patrícia Vilela (Republicanos)    | 4.467                           | 3,87%                           |
| Breno (PSOL)                 | Antônio Carlos (PSOL)             | 646                             | 0,56%                           |
| Capitão Moreira (Avante)     | Erry Justo (Avante)               | 456                             | 0,40%                           |
| Total de votos válidos       | Total de votos válidos            | 115.357                         | 100%                            |
| Votos apurados               |                                   |                                 |                                 |
| Votos Válidos                | Votos Válidos                     | 115.357                         | 93,62%                          |
| Votos Brancos                | Votos Brancos                     | 1.971                           | 1,60%                           |
| Votos Nulos                  | Votos Nulos                       | 5.895                           | 4,78%                           |
| Total votos Apurados         | Total votos Apurados              | 123.223                         | 100%                            |
| Eleitores                    |                                   |                                 |                                 |
| Comparecimento               | Comparecimento                    | 123.223                         | 83,87%                          |
| Abstenções                   | Abstenções                        | 23.686                          | 16,13%                          |
| Total de eleitores           | Total de eleitores                | 146.909                         | 100%                            |
| Eleito(a)                    |                                   |                                 |                                 |

Fonte:TSE

### Vereadores eleitos
| Vereadores Eleitos     | Partido  | Voto  | %     |
| ---------------------- | -------- | ----- | ----- |
| Alex Tanuri            | PP       | 2.383 | 2,02% |
| Amadeus                | PP       | 2.315 | 1,96% |
| Assis da Apolo         | PRTB     | 2.059 | 1,75% |
| Dr Salvador            | PCdoB    | 2.055 | 1,74% |
| Gildásio Soares        | PRTB     | 2.019 | 1,71% |
| Gleidson Medrado       | PSD      | 2.015 | 1,71% |
| Bené Marques           | PSDB     | 1.989 | 1,69% |
| Lourival Quirino       | PCdoB    | 1.933 | 1,64% |
| Dionisio Gomes         | PDT      | 1.867 | 1,58% |
| Jean Gomes             | PT       | 1.769 | 1,50% |
| Gleidson Azevedo       | PDT      | 1.748 | 1,48% |
| Mitu do Sindicato      | PCdoB    | 1.664 | 1,41% |
| Hitallo Marcelino      | DC       | 1.599 | 1,36% |
| Berg da Carnaiba       | PDT      | 1.568 | 1,33% |
| Anibal                 | PTC      | 1.495 | 1,27% |
| Neguinha da Santa Casa | MDB      | 1.454 | 1,23% |
| Luciano do Valle       | PT       | 1.439 | 1,22% |
| Mundeco                | PRTB     | 1.089 | 0,92% |
| Clesio Irmao de Suzana | REDE     | 1.089 | 0,92% |
| Nalvinho Leopoldo      | PATRIOTA | 831   | 0,71% |
| Renato Brandão         | PL       | 786   | 0,67% |

Fonte:G1

## Pesquisas eleitorais

### Outubro a novembro de 2020
| Fonte                           | Data Conduzida | Amostragem | Suzana Ramos | Paulo Bomfim | Coronel Anselmo Bispo | Raffani Souza | Capitão Moreira | Breno | Brancos/nulo | Não sabe/não respondeu |
| ------------------------------- | -------------- | ---------- | ------------ | ------------ | --------------------- | ------------- | --------------- | ----- | ------------ | ---------------------- |
| A Tarde/ Potencial Pesquisa     | 7-10 Nov       | 600        | 50%          | 21%          | 9%                    | 2%            | 1%              | 0%    | 3%           | 14%                    |
| Instituto Fernandes Consultoria | 7-8 Nov        | 600        | 33%          | 36%          | 11%                   | 3%            | 1%              | 0%    | 6%           | 10%                    |
| A TARDE/ Potencial Pesquisa     | 26-29 Out      | 600        | 49%          | 19%          | 8%                    | 2%            | 1%              | 0%    | 15%          | 6%                     |
| BN/Séculus Análise e Pesquisa   | 03-05 Out      | 1.060      | 43,42%       | 26,71        | 12,11%                | 2,11%         | 1,97%           | 1,84% | 3,29%        | 8,55%                  |

### Avaliação da gestão do prefeito Paulo Bomfim
| Fonte                         | Data Conduzida | Ótimo | Bom    | Regular | Ruim   | Péssimo | Não sabe/não respondeu |
| ----------------------------- | -------------- | ----- | ------ | ------- | ------ | ------- | ---------------------- |
| BN/Séculus Análise e Pesquisa | 03-05 Out      | 6,58% | 22,37% | 38,29%  | 13,16% | 18,42%  | 1,18%                  |

## Debates
| Data       | Organizador(es)      | Breno    | Capitão Moreira | Coronel Anselmo Bispo | Paulo Bomfim | Raffani Souza | Suzana Ramos |
| ---------- | -------------------- | -------- | --------------- | --------------------- | ------------ | ------------- | ------------ |
| 11/11/2020 | Radio Juazeiro       | Presente | Presente        | Presente              | Presente     | Presente      | Ausente      |
| 09/11/2020 | TV UM e Radio Ponte  | Presente | Presente        | Presente              | Ausente      | Presente      | Ausente      |
| 30/10/2020 | Projeto Escola Verde | Presente | Presente        | Presente              | Presente     | Presente      | Ausente      |
| 07/10/2020 | Rede GN              | Presente | Presente        | Presente              | Presente     | Presente      | Ausente      |